# Janek Wiśniewski
Janek Wiśniewski (phát âm tiếng Ba Lan: [ˈjanɛɡ viɕˈɲɛfskʲi]) là một cái tên hư cấu được đặt cho một người có thật, Zbigniew Eugeniusz Godlewski (ngày 3 tháng 8 năm 1952 - ngày 17 tháng 12 năm 1970), bị lực lượng an ninh bắn chết trong cuộc biểu tình năm 1970 của Ba Lan tại thành phố Gdynia. Sự kiện này đã được phổ biến trên toàn quốc trong bài thơ và bài hát, được biết đến với tên Ballad of Janek Wiśniewski.

## Người thật

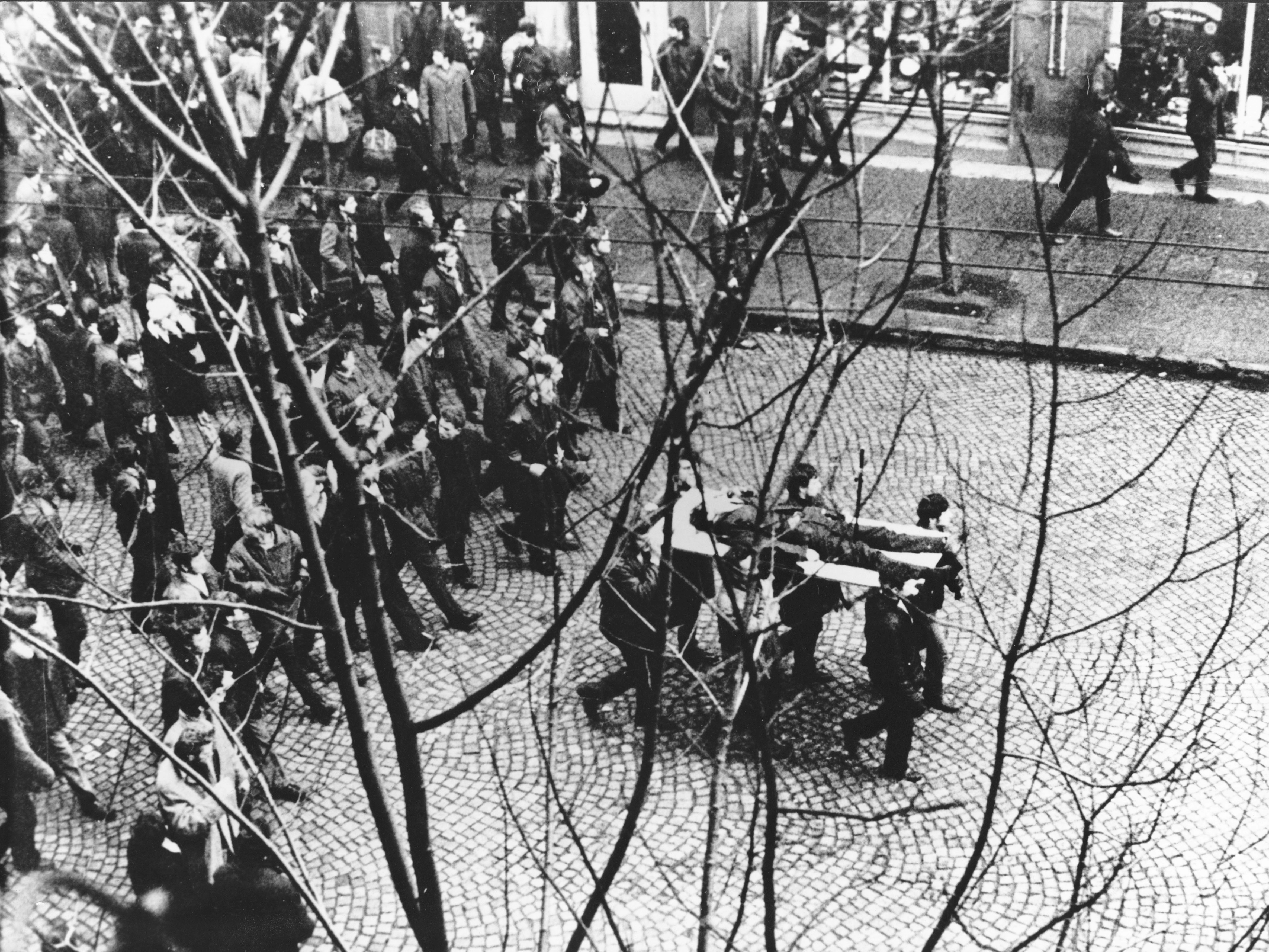
Các cuộc biểu tình của Ba Lan năm 1970 tại Gdynia: thi thể của Zbyszek Godlewski (được tưởng nhớ là Janek Wiśniewski) được thực hiện bởi những người biểu tình trên một tấm cửa

Vào ngày 17 tháng 12 năm 1970, trong các cuộc biểu tình của Ba Lan chống lại chế độ Cộng sản, quân đội đã bắn vào đám đông công nhân đang nổi lên từ một chuyến tàu đi lại ở Gdynia, với lý do ngăn chặn một hành động phá hoạ nền công nghiệp. Ít nhất 40 người vô tội đã bị cảnh sát giết chết. Hình ảnh cơ thể của một chàng trai trẻ vô danh được mang trên một tấm cửa thông qua các sợi dây của cảnh sát và xe tăng lấy cảm hứng từ tác giả Krzysztof Dowgiałło để viết bài thơ về anh ta. Cái tên Wiśniewski được đặt ra bởi Dowgiałło cho bản ballad để tượng trưng cho một công nhân 18 tuổi bị quân đội hoặc dân quân giết chết. Không biết tên thật của mình, tác giả đã đặt cho anh một cái tên tượng trưng nghe có vẻ điển hình là tiếng Ba Lan. Sau đó, phe đối lập đã xác lập rằng người đàn ông bị giết tên là Zbigniew Godlewski và đã sống ở Elbląg gần đó.
Âm nhạc cho bài hát Pieśń o Janku z Gdyni (còn được gọi là Ballada o Janku Wiśniewskim) được viết bởi Mieczysław Cholewa. Bài hát này, cùng với câu chuyện của Janek Wiśniewski, đã được phổ biến khi nó được trình diễn vào cuối bộ phim phát hành năm 1981 Man of Iron (của nữ diễn viên Krystyna Janda cùng với Jacek Kaczmarski). Sau sự sụp đổ của chủ nghĩa cộng sản ở Ba Lan, một đường phố lớn ở Gdynia được đặt theo tên của Janek Wiśniewski và cũng là một con đường ở Elbląg được đặt theo tên của Zbigniew Godlewski.
Năm 2011, một bộ phim Ba Lan về các sự kiện của ngày 17 tháng 12, có tựa đề "Czarny Czwartek - Janek Wiśniewski padł" ("Thứ năm đen tối - Janek Wiśniewski Has Fallen"), đã được phát hành tại các rạp chiếu phim. Tiêu đề được lấy cảm hứng từ một dòng trong "Pieśń o Janku z Gdyni". Bài hát được Kazik Staszewski trình bày và sử dụng trong đoạn phim trailer.